# میرزا احمد وزیری
میرزا احمد خان وزیری ملقب به معتضدالدوله  (۱۲۴۸– ۱۳۰۰ در تهران) وزیر حکومت کرمانشاهان و سرحدات عراقین، رئیس عدلیۀ کرمانشاه، از شخصیت‌های عصر مشروطه در کرمانشاه و نمایندۀ کرمانشاه در دوره چهارم مجلس شورای ملی بوده‌است. وی همچنین صاحب‌امتیاز روزنامۀ کرمانشاه و نیز بنیانگذار مدارس حقوق و ملی شرافت در کرمانشاه بوده‌است. مشی سیاسی او بر اساس جهت‌گیری روزنامۀ کرمانشاه به حزب دموکرات عامیون نزدیک بوده است.

## زندگی
میرزا احمدخان وزیری در سال ۱۲۴۸ در کرمانشاه در خانواده‌ای مهاجر از منشیان و خدمتگزاران دربار به دنیا آمد. جد او میرزا مهدی استرآبادی بود که منشی نادرشاه و از مورخان دورۀ افشار بوده‌است. نام پدر میرزا احمدخان، میرزا ابوالقاسم وزیر بود، پدر او میرزا باقر مستوفی، پدر او میرزا احمد مستوفی، پدر او میرزا بزرگ وزیر، پدر او میرزا مهدی استرآبادی و پدر او میرزا نصیر استرآبادی بود.
در آن زمان هر منطقه دارای یک حکمران بود که عمدتاً به خاندان سلطنتی قاجار تعلق داشت. در کنار او یک وزیر قرار می‌گرفت که به امور اقتصاد و دارایی هر منطقه رسیدگی می‌کرد. خانوادۀ وزیری از اواسط حکومت سلسله قاجار و پس از آنکه خاندان قاجار به چند قرن حکومت خاندان کرد زنگنه در کرمانشاه پایان دادند، به کرمانشاه آمده و به صورت موروثی سمت وزارت حاکم‌نشین کرمانشاهان و سرحدات عراقین را که یکی از ۱۲ حکمرانی آن زمان بود در دست گرفتند. 
میرزا احمدخان وزیری نیز به صورت موروثی سمت وزیر و مسئول اقتصاد حاکم‌نشین کرمانشاهان و سرحدات عراقین را در دست داشت.

## تأسیس مدرسه و چاپخانه
معتضدالدوله در سال ۱۲۸۶ از طرف انجمن معارف، مدرسه‌ای را با نام مدرسه حقوق در کرمانشاه تأسیس کرد.
او همچنین در سال ۱۲۸۸ یک ماشین چاپ را از هندوستان به کرمانشاه وارد کرد و اولین چاپخانه را در آن منطقه با نام چاپخانه شرافت احمدی تأسیس کرد.
میرزا احمدخان در آن چاپخانه و در سال ۱۲۸۸، به عنوان صاحب‌امتیاز در انتشار «روزنامه کرمانشاه» مشارکت کرد که یکی از نخستین روزنامه‌های چاپ‌شده در شهر کرمانشاه بود و مسائل مهم اجتماعی آن روزگار از جمله رویدادهای مهم مشروطه را بازتاب می‌داد.
وی همچنین در سال ۱۲۹۷ «مدرسۀ ملی شرافت» را در کرمانشاه تأسیس کرد و ادارۀ آن را به یکی از برادرانش به نام میرزا محمدخان وزیری سپرد.

## انقلاب مشروطیت
میرزا احمدخان وزیری در کمیتۀ غیرت عضویت پیدا کرد که از گروهی از مشروطه‌خواهان در کرمانشاه تشکیل شده‌بود. میرزا احمدخان به دلیل فعالیت‌های سیاسی‌اش در کرمانشاه در حمایت از جنبش مشروطه و بیان خواسته‌ها و اقدامات مشروطه‌خواهان در روزنامۀ کرمانشاه، از طرف محمدعلی‌شاه قاجار تحت تعقیب قرار گرفت و با دستور محرمانۀ وی توسط صارم السلطان دولتشاهی حاکم وقت کرمانشاه دستگیر و زندانی شد. وی اندکی بعد به دلیل نفوذ خاندان وزیری و پادرمیانی خاندان فرمانفرما و همچنین مرگ صارم‌السلطان دولتشاهی از زندان آزاد گردید.
میرزا احمد خان در دوران انقلاب مشروطه به تهران رفت و به عبدالحسین میرزا فرمانفرما پیوست که در آن زمان خود را به مشروطه‌خواهان نزدیک کرده‌بود. در آن هنگام که او به یاری مشروطه خواهان به تهران رفته بود، سالارالدوله که از مخالفین جنبش مشروطه در کرمانشاه بود، میرزا علی‌خان وزیری برادر میرزا احمدخان را کشت و چاپخانه را نیز تعططیل کرد. میرزا احمدخان پس از آگاهی از ماجرا به سرعت به کرمانشاه بازگشت و توانست چاپخانه را دوباره بازگشایی کند.
محمدعلی سلطانی در کتاب جغرافیای تاریخی و تاریخ مفصل کرمانشاهان دربارۀ او نوشته‌است: 
میرزا احمد خان معتضدالدوله وزیری یکی از رجال برجسته و خوشنام و از آزادی‌خواهان راستین در نهضت مشروطیت بود که در راه اعتلای آزادی اجتماعی و سیاسی کرمانشاهان و ترقی مراتب فرهنگی و ترویج اندیشه‌های متعالی قدم‌های مثبت برداشته‌است و خدمات او چون ستاره‌ای درخشان بر تارک تاریخ معاصر می‌درخشد.

## ریاست عدلیه
مبرزا احمد وزیری برای مدتی رئیس عدلیۀ کرمانشاه بود. در سال ۱۲۹۶ خورشیدی (۱۹۱۷ میلادی) وزیری رئیس عدلیۀ کرمانشاه بوده‌است.

## کمک به مردم در زمان قحطی
میرزا احمدخان که فردی ثروتمند بود، در سال‌های وقوع قحطی انبار گندم خود را به روی مردم گشود و بیش از ۱۵۰۰ خروار گندم را در بین مردم کرمانشاه تقسیم کرد.

## نمایندگی در مجلس شورای ملی
معتضدالدوله در انتخابات دورۀ چهارم مجلس شورای ملی که در سال ۱۳۰۰ خورشیدی برگزار شد به عنوان یکی از چهار نمایندۀ کرمانشاهان انتخاب شد، اما در طول دورۀ نمایندگی خود درگذشت. او در کمیسیون مالیۀ مجلس چهارم شورای ملی عضویت داشت.

## درگذشت
میرزا احمدخان وزیری در سال ۱۳۰۰ شمسی در تهران بر اثر سکته قلبی درگذشت. پیکر او در حرم شاه عبدالعظیم به خاک سپرده شده‌است. 

## خانۀ معتضدالدوله
خانه معتضدالدوله وزیری در خیابان وزیری واقع در محلۀ قدیمی برزه دماغ کرمانشاه قرار دارد و به‌عنوان یکی از آثار ملی ایران به ثبت رسیده‌است.